# Cilindrita
La cilindrita es un mineral de la clase de los minerales sulfuros. Descubierto en 1893 en Poopó (Bolivia), nombrado del griego κύλινδρος, cilindro, en alusión de la forma cilíndrica de los agregados de cristales que forma.

## Características químicas
Forma parte del llamado "grupo de la cilindrita" de sulfuros de metales pesados triclínicos, al que también pertenecen la abramovita (Pb2SnInBiS7) y la levyclaudita (Pb8Cu3Sn7(Bi,Sb)3S28).
Además de los cuatro metales de su fórmula suele llevar otros más de impurezas, entre los que es frecuente la plata.

## Formación y yacimientos
Se forma y aparece en las vetas hidrotermales de yacimientos de estaño.
Minerales a los que normalmente se encuentra asociado: franckeíta, estañita, incaíta, potosíita, teallita, jamesonita, boulangerita, casiterita, galena, pirita o esfalerita.

## Usos
Es extraída en las minas como mena de estaño y antimonio.
Fuerte granada natural.